# Andrea Mohr

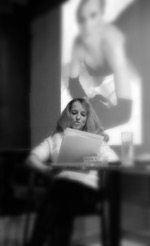
Andrea Mohr bei ihrer Lesung This is not a Striptease

Andrea  Christine Lucia Mohr (* 19. Juli 1963 in Neustadt an der Weinstraße) ist eine deutsche Schriftstellerin, die in deutscher und englischer Sprache schreibt. Zuvor war sie Drogenschmugglerin und in einige internationale kriminelle Aktivitäten involviert. Von 1999 bis 2004 saß sie im Dame Phyllis Frost Centre in Melbourne ein, dem Hochsicherheitsgefängnis für Frauen in Australien.

## Leben

### Vor der Inhaftierung
Sie besuchte 1969 bis 1973 die Grundschule in Neustadt, anschließend das Leibniz-Gymnasium in Neustadt. Nach ihrem Abitur 1982 besuchte sie von 1983 bis 1984 als Fremdsprachenkorrespondentin für Englisch die Abendschule Inlingua in Mannheim. Es folgte 1984 bis 1985 ein Studium der Wirtschaftswissenschaften an der Ludwig-Maximilians-Universität München, und 1985 bis 1989 ein Studium der Japanologie und Amerikanistik an der Freien Universität Berlin.
In Tokio, Los Angeles und Kyōto hatte sie als Fotomodell und Hostess gearbeitet, in Berlin in Cabarets als Stripteasetänzerin.
Sie lebte von 1986 bis 1996 in Berlin und ab dann in Melbourne bis zur Ausweisung 2004.

### Haftzeit
Sie bekannte sich schuldig der Mitwisserschaft am Import von 5,5 Kilogramm Kokain durch ihren Ex-Ehemann Werner Roberts; weitere Mitangeklagte waren der bekannte Melbourner Anwalt Andrew Fraser und Carl Urbanec, ihr langjähriger deutscher Freund. Andrea Mohr wurde zu einem Maximum von acht Jahren verurteilt, mit einem Minimum von fünf Jahren, dann deportierte man sie zurück nach Deutschland. Werner Roberts bekam zehn bis 13 Jahre, Carl Urbanec sechs bis neun Jahre und Andrew Fraser fünf bis sieben Jahre Haft. Tatsächlich unschuldig soll Andrew Fraser gewesen sein, der trotzdem eine Freiheitsstrafe von fünf Jahren verbüßte. Auch einige korrupte Polizisten waren in den Fall verwickelt, die später selbst angeklagt oder verurteilt wurden, aber aufgrund von anderen Delikten.
Andrea Mohr verbrachte ihre gesamte Haftstrafe im Hochsicherheitsgefängnis, da sie ein High-Profile-Fall sowie in internationale Verbrechen verwickelt war. Während ihrer Gefängniszeit absolvierte sie 2001 bis 2004 ein Fernstudium an der Swinburne University of Technology, Melbourne, in den Fächern Journalismus und Kreatives Schreiben.

### Nach dem Gefängnis
Sie ist ehrenamtliches Mitglied bei Amnesty International und Neustadt gegen Fremdenhass.

## Werke
- Als Honorararbeiten für den Umschau Buchverlag schrieb sie folgende veröffentlichte Bücher: Kulinarische Entdeckungsreise durch Niederösterreich, Eine Weinreise durch die Pfalz, Trends und Lifestyle in Berlin.
- Ihre Autobiografie Pixie wurde 2009 von Hardie Grant Books veröffentlicht und handelt hauptsächlich von ihrer Zeit im Gefängnis, von Drogen, von der Unterwelt, Gangstern und von der Melbourner Polizeikorruption.[2] Howard Marks schrieb einen Kommentar für den Bucheinband. 2011 wurde Pixie in deutscher Sprache beim Verlag VGS von Egmont veröffentlicht.[3]
- Sie schrieb 22 Kurzgeschichten, die in einer Sammlung mit dem Titel Blutrot zusammengefasst wurden.
- Ihr zweites Buch Madame Chérie erschien im Oktober 2012 beim Gonzo Verlag in deutscher Sprache.

Momentan präsentiert sie Show- und Multimedia-Lesungen unter dem Titel This is not a striptease, in denen sie von ihrer Zeit im Gefängnis sowie ihrem illegalen Leben davor erzählt. Seit ihrem zweiten Buch führt sie eine Multimedia-Show mit dem Namen Dating Madame Chérie auf.